# Tour de Flandes 1930
El Tour de Flandes 1930 és la 14a edició d'aquesta cursa ciclista. La cursa es disputà el 14 d'abril de 1930, amb inici a Gant i final a Wetteren després d'un recorregut de 227 quilòmetres.
El vencedor fou el belga Frans Bonduel, que s'imposà en solitari a l'arribada a Wetteren. Els també belgues Aimé Dossche i Emile Joly foren segon i tercer respectivament.

## Classificació final
|    | Ciclista                | Equip              | Temps      |
| -- | ----------------------- | ------------------ | ---------- |
| 1  | Frans Bonduel (BEL)     | Dilecta-Wolber     | 7h 03' 00" |
| 2  | Aimé Dossche (BEL)      | La Nordiste-Wolber | + 9' 15"   |
| 3  | Emile Joly (BEL)        | Genial Lucifer     | + 9' 15"   |
| 4  | Maurice de Waele (BEL)  | Alcyon-Dunlop      | + 9' 15"   |
| 5  | Adolf van Bruaene (BEL) | La Nordiste-Wolber | + 9' 15"   |
| 6  | Alfred Hamerlinck (BEL) | La Nordiste-Wolber | + 12' 55"  |
| 7  | Hektor van Rossem (BEL) | Alcyon-Dunlop      | + 12' 55"  |
| 8  | Julien Vervaecke (BEL)  | Alcyon-Dunlop      | + 13' 20"  |
| 9  | Omer Taverne (BEL)      | Oscar Egg-Dunlop   | + 14' 45"  |
| 10 | Frans Alexander (BEL)   |                    | + 14' 45"  |